# Blåtjälarna (Bodums socken, Ångermanland, 710377-153151)
Blåtjälarna är en sjö i Strömsunds kommun i Ångermanland och ingår i Ångermanälvens huvudavrinningsområde.